# Sebenje, Tržič
Sebenje je naselje v Občini Tržič. Vas leži na severnem robu Ljubljanske kotline, na levem bregu Tržiške Bistrice, ob cesti Kranj-Tržič. Na začetku je bila pretežno kmečka vas, danes pa je večina objektov stanovanjskih.